# Altklarinette
Die Altklarinette ist ein Holzblasinstrument aus der Familie der Klarinetten. Sie ist wie das Bassetthorn in Es oder F gestimmt und liegt damit zwischen dem Bassetthorn  und der Bassklarinette.

## Geschichte
Die heutige Klarinette entwickelte sich aus dem Chalumeau neben dem Bassetthorn, das ebenfalls in F gestimmt war. Eine frühe Bauform der Klarinette in Altlage war die Klarinette d’amore („Liebesklarinette“) in G mit einem birnenförmigen Schallbecher, dem so genannten Liebesfuß, die die Oboe d’amore zum Vorbild hatte. Sie entstand um 1730 und ist neben dem Bassetthorn eine Vorgängerin der heutigen Altklarinette.
Die ersten Altklarinetten traten im frühen 19. Jahrhundert mit dem Aufkommen weit mensurierter Klarinetten in F und später E für Militärkapellen in Frankreich (zum Beispiel aus den Werkstätten von Cuvillier und Simiot) und Deutschland (1808 von Heinrich Grenser in Dresden und Wiesner) auf. In England wird die Altklarinette in F heute noch mit einer engeren Mensur gespielt und als „Tenorklarinette“ bezeichnet. Eine andere Bezeichnung ist „Baritonklarinette“.
Experimentell blieben die Kontraalt- und die Subkontraaltklarinette, die eine beziehungsweise zwei Oktaven tiefer gestimmt sind als die Altklarinette.

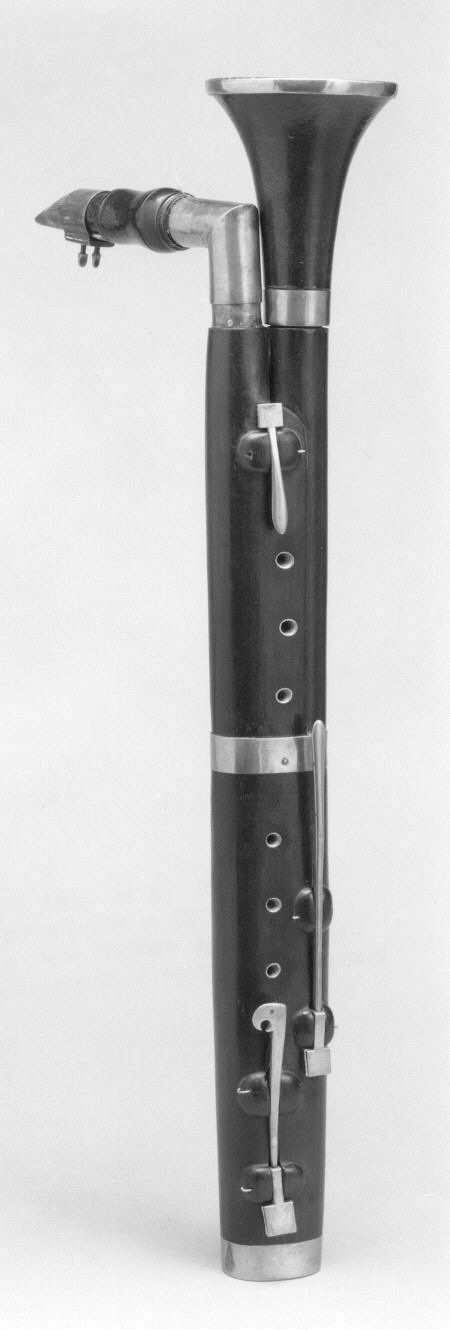
„Clarion“ in Es, ca. 1820
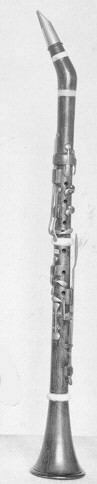
Altklarinette in Es, ca. 1860
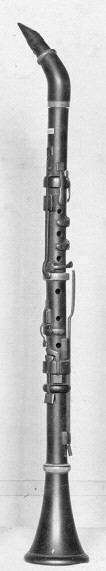
Altklarinette in F, Mitte des 19. Jahrhunderts

## Bauweise
Wie jede Klarinette besteht die Altklarinette aus einem Mundstück (Schnabel), einem Hals („Birne“), einem Ober- und einem Unterstück aus Holz (meist Grenadill, heute auch aus Kunststoff oder Metall) mit den Grifflöchern und einem Schalltrichter. Die Griffweise ist wie bei der Sopranklarinette, wobei die Grifflöcher meist mit Klappen bedeckt sind, weil sie zum Greifen zu groß sind. Wie die Bassklarinette und das heutige Bassetthorn hat die Altklarinette einen aufwärts gebogenen Schalltrichter aus Metall, einen nach hinten gebogenen Hals aus Metall. Insgesamt ist das Instrument 75–90 cm lang. Häufig gibt es zwei Überblasklappen. Die Wandung ist stärker und die Mensur enger als beim Bassetthorn, außerdem fehlt die Erweiterung des Tonumfangs in der Tiefe bis zum C. Wegen des Gewichts wird die Altklarinette häufig mit einer Trageschnur am Hals getragen.
Der Tonumfang einer Altklarinette in Es reicht nach unten normalerweise notiert bis zum kleinen e (klingend groß G) oder es (klingend Fis). Es gibt aber auch Ausführungen bis klein d (klingend F), wodurch die Altklarinette in die Lage versetzt wird, eine Bassetthornstimme zu spielen. Schließlich werden Altklarinetten angeboten, die wie eine lange Bassklarinette bis notiert klein c (klingend Es) ausgebaut sind, wodurch sie auch ein ganzes Stück länger sind (sh. Abbildung). Nach oben hin bestehen keine Unterschiede. Wie auch die normalen Klarinetten wird der höchstmögliche Ton notiert zumeist mit dem viergestrichenen c angegeben (auf der Altklarinette klingend als dreigestrichenes es).

## Verwendung

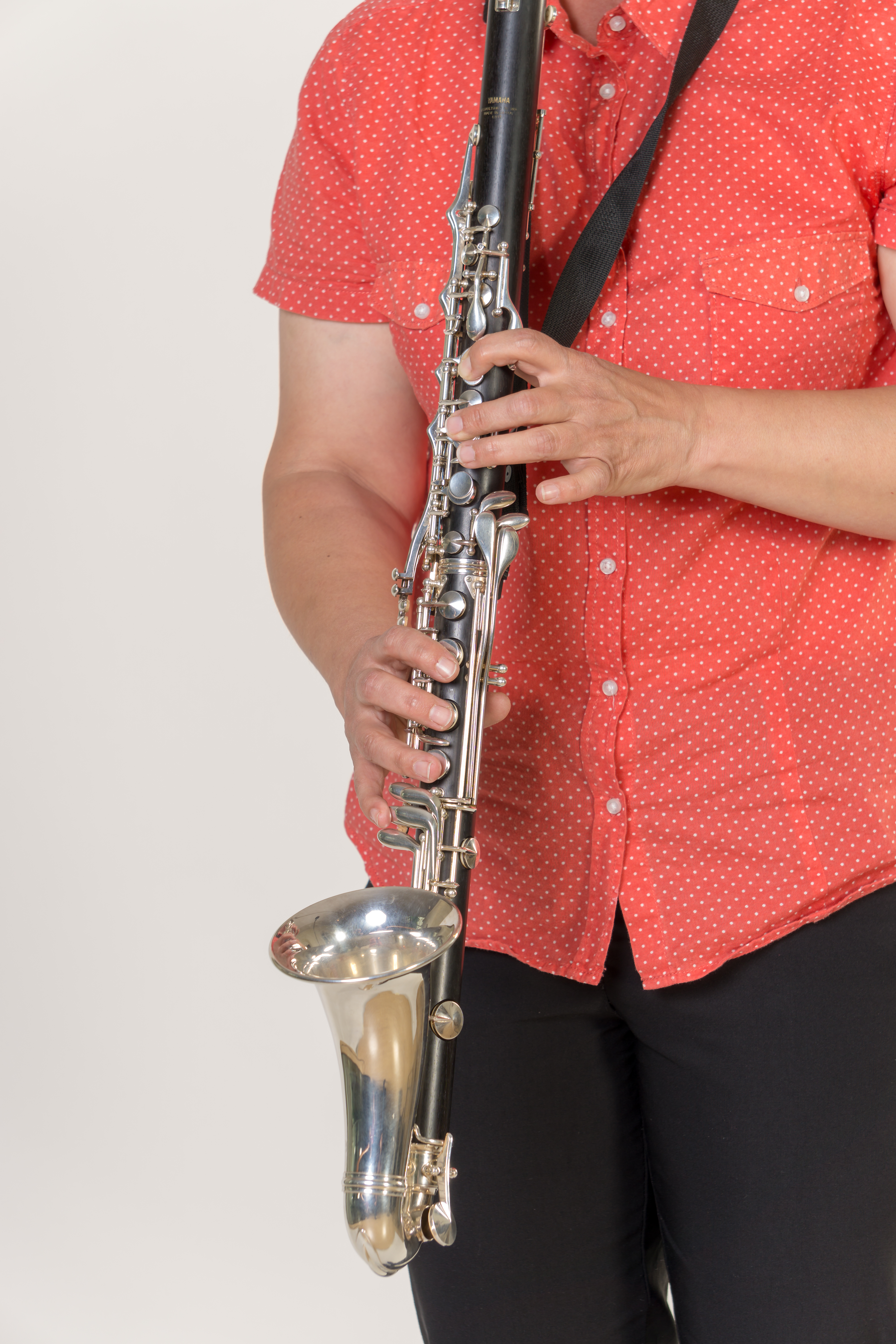
Griffweise

Die Altklarinette wird heute vor allem in der Blasmusik verwendet, zum Beispiel als Bestandteil von Blaskapellen und Militärkapellen sowie sinfonischen Blasorchestern und Klarinettenensembles. In britischen Militärkapellen ist die Altklarinette nicht mehr enthalten. Der Klang ist voll und mischt sich anders als beim Bassetthorn gut mit anderen modernen Instrumenten. Im Sinfonieorchester kommt die Altklarinette selten vor, was Hector Berlioz bedauerte.